# تپه گرد کول لور
تپه گرد کول لور در شهرستان سیاهکل، بخش دیلمان، دهستان دیلمان، روستای لور واقع شده و این اثر در تاریخ ۲۶ دی ۱۳۸۶ با شمارهٔ ثبت ۲۰۶۰۸ به‌عنوان یکی از آثار ملی ایران به ثبت رسیده‌است.